# Контрада
Контра̀да (на италиански: Contrada) е малко градче и община в Южна Италия, провинция Авелино, регион Кампания. Разположено е на 420 m надморска височина. Населението на общината е 3020 души (към 2010 г.).